# Euopius jacobsoni
Euopius jacobsoni är en stekelart som först beskrevs av Fischer 1966.  Euopius jacobsoni ingår i släktet Euopius och familjen bracksteklar. Inga underarter finns listade i Catalogue of Life.